# استیسی سیکورا
استیسی دنیس سیکورا (انگلیسی: Stacy Denise Sykora متولد ۲۴ ژوئن ۱۹۷۷) بازیکن بازنشسته والیبال اهل آمریکا که از سال ۱۹۹۹ تا ۲۰۱۲ عضو تیم ملی والیبال زنان ایالات متحده آمریکا بود.
سیکورا در سه المپیک سال ۲۰۰۰، ۲۰۰۴ و ۲۰۰۸ عضو تیم ملی زنان آمریکا بود و رقابت پرداختند و در حضور سوم خود در بازی‌های المپیک ۲۰۰۸ به مدال نقره دست یافت و در المپیک ۲۰۰۴ به عنوان بهترین دریافت کننده انتخاب شد.
همچنین استیسی مدال طلا مسابقات جایزه بزرگ جهان را در سال ۲۰۰۱ و ۲۰۱۰ به دست آورد.